# Siamaggiore
Siamaggiore – miejscowość i gmina we Włoszech, w regionie Sardynia, w prowincji Oristano.
Według danych na rok 2004 gminę zamieszkiwało 996 osób, 76,6 os./km². Graniczy z Oristano, Solarussa, Tramatza i Zeddiani.